# UCI Women's ProSeries 2022
De UCI Women's ProSeries 2022 was de derde editie van deze internationale wielercompetitie voor professionele rensters georganiseerd door de UCI. Deze serie is het tweede niveau, onder de Women's World Tour en boven de continentale circuits.
Voor 2022 werden acht koersen op de kalender opgenomen, waarvan vijf eendaagse en drie meerdaagse wedstrijden. Ze vonden allemaal plaats op het Europese vasteland. Vier koersen werden verreden in België en een in Duitsland, Italië, Luxemburg en Zwitserland. De eerste wedstrijd, de Omloop Het Nieuwsblad, werd verreden op 26 februari. De laatste wedstrijd, de Ronde van Emilia, vond plaats op 1 oktober. 

## Kalender
| Data           | Wedstrijd             | Winnaar              | Team                    |
| -------------- | --------------------- | -------------------- | ----------------------- |
| 26 februari    | Omloop Het Nieuwsblad | Annemiek van Vleuten | Movistar Team           |
| 16 maart       | Nokere Koerse         | Lorena Wiebes        | Team DSM                |
| 30 maart       | Dwars door Vlaanderen | Chiara Consonni      | Valcar-Travel & Service |
| 13 april       | Brabantse Pijl        | Demi Vollering       | Team SD Worx            |
| 29 april-1 mei | Festival Elsy Jacobs  | Marta Bastianelli    | UAE Team ADQ            |
| 24-29 mei      | Ronde van Thüringen   | Alexandra Manly      | BikeExchange Jayco      |
| 18-21 juni     | Ronde van Zwitserland | Lucinda Brand        | Trek-Segafredo          |
| 1 oktober      | Ronde van Emilia      | Elisa Longo Borghini | Trek-Segafredo          |

Omloop Het Nieuwsblad · 
Nokere Koerse · 
Dwars door Vlaanderen · 
Brabantse Pijl · 
Festival Elsy Jacobs · 
Ronde van Thüringen · 
Ronde van Zwitserland · 
Ronde van Emilia